# رودک (شمیرانات)

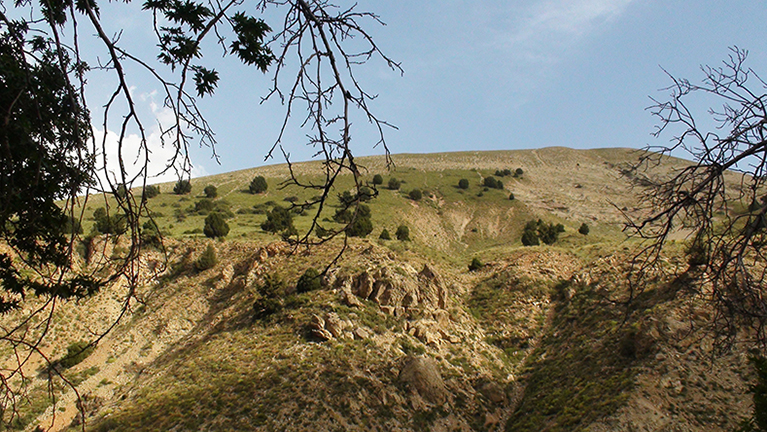
تپه سلام

رودک یا رودبارَک از روستاهای دهستان رودبار قصران بخش رودبار قصران شهرستان شمیران استان تهران ایران است.همچنین این روستا بعد از زردبند ، دومین روستای رودبارقصران از سمت جاده لشگرک است.
این روستا از دیدگاه تاریخی، به‌ مانند بیشتر روستاهای رودبارقصران، جزئی از بلوک لواسانات به‌شمار می‌آمده‌است، همچنان‌که امروزه نیز بیشتر مردم آن را جزئی از لواسان می‌دانند.
مردم روستای رودک به تاتی که زبان غالب در منطقه رودبار قصران است سخن می گویند.

## موقعیت
در دامنه جنوبی کوه ورجین و به سمت روستای رودک دره ای وجود دارد که در نقشه های جغرافیایی از آن به نام "علی دره" یاد شده است اما مردم محل آن را "عالی دره" می نامند و معتقدند که این نام را ناصرالدین شاه بر آن نهاده است. به گفته آنان ناصرالدین شاه که برای شکار به کوه ورجین می آمده ، آب همۀ چشمه ها و دره ها را مورد بررسی قرار داده و آب این دره را عالی ترین آب منطقه تشخیص داده بود و از این رو این دره را ، عالی دره نامید. 
روستای رودک در شیب تند دامنه شمالی کوه هلیسون با ارتفاع ۲۶۰۲ متر که از قله های جبهه شرقی قله توچال است ، قرار دارد. در جبهه شرقی این روستا دره عمیقی با شیب تند از جنوب غربی به سمت شمال شرقی امتداد دارد که اهالی آن را به نام زیارت دره میشناسند. انتهای زیارت دره به قله چال سیاه بند ، ختم میشود. آن طرف این قله مینی سیتی قرار دارد و سمت چپ آن به سوهانک و سمت راست آن به دارآباد منتهی می شود.

## آب و هوا
آب و هوای این روستا در تابستان خنک و دلپذیر و در زمستان سرد و برفی می باشد. به دلیل اینکه راه بقیه روستاها و شهرهای رودبارقصران از رودک می گذرد در روزهای تعطیل اغلب، جاده ترافیک است و به همین علت محل مناسبی جهت رستوران داری و فروشندگی است. به همین خاطر بیشتر رستوران های رودبار قصران در این روستا قرار دارد.
روستای رودک به دلیل دارا بودن ظرفیت گردشگری، بالغ بر ۵۰ واحد صنفی رستوران دارد.
در مرداد ماه سال ۹۷ سیل زیان باری رخ داد و سبب تخریب و وارد آمدن خسارات به رستوران های حاشیه رودخانه شد . این سیل ۴ مصدوم و ۱ کشته برجای گذاشت.

## جمعیت
جمعیت این روستا براساس سرشماری سال ۱۳۸۵ حدود ۷۶۷ نفر در ۲۱۴ خانوار بوده‌است. در سال ۱۳۹۳ جمعیت این روستا ۱۰۰۰ نفر بود. در برخی فصل‌های سال، جمعیت به بیش از ۱۷۰۰ نفر می‌رسد. این روستا متشکل از ۵ طایفه میرمحمّدعلی رودکی،میررضائی رودکی،میرآقاسی رودکی،اسماعیل ولی رودکی و ایوبی رودکی می باشد.